# Wereldkampioenschap voetbal 2010 (Groep A) Zuid-Afrika - Uruguay
In dit artikel wordt de Wereldkampioenschap voetbal 2010-wedstrijd in de groepsfase in Groep A tussen Zuid-Afrika en Uruguay (gespeeld op 16 juni 2010) nader uitgelicht. De uitslag van de wedstrijd was 0-3.

## Wedstrijdgegevens
| Datum                       | 16 juni 2010                      | 16 juni 2010                      |
| Stadion                     | Loftus Versfeld Stadion, Pretoria | Loftus Versfeld Stadion, Pretoria |
| Toeschouwers                | 50.000                            | 50.000                            |
| Scheidsrechter              | Massimo Busacca                   | Massimo Busacca                   |
| Assistenten                 | Matthias Arnet Francesco Buragina | Matthias Arnet Francesco Buragina |
| Vierde man                  | Wolfgang Stark                    | Wolfgang Stark                    |
| Man van de wedstrijd        | Diego Forlán                      | Diego Forlán                      |
|                             | Zuid-Afrika                       | Uruguay                           |
| Doelpunten                  | 0                                 | 3                                 |
| Gele kaarten                | 0                                 | 0                                 |
| Rode kaarten                | 1                                 | 0                                 |
| Wissels                     | 0                                 | 0                                 |
| Schoten op doel             | 0                                 | 0                                 |
| Schoten naast doel          | 0                                 | 0                                 |
| Overtredingen               | 0                                 | 0                                 |
| Hoekschoppen                | 0                                 | 0                                 |
| Buitenspel                  | 0                                 | 0                                 |
| Strafschoppen               | 0                                 | 1                                 |
| Balbezit (tijd)             | ** min                            | ** min                            |
| Balbezit (%)                | 0                                 | 0                                 |
| Totale afstand afgelegd (m) | ??                                |                                   |

| Zuid-Afrika | 0 – 3        | Uruguay |
| | goals        | 24' Diego Forlán 80' (pen.) Diego Forlán 90+5' Álvaro Pereira |
| Carlos Alberto Parreira | bondscoach   | Oscar Tabárez |
| |              | |
| Itumeleng Khune Siboniso Gaxa Aaron Mokoena Siphiwe Tshabalala Katlego Mphela Steven Pienaar 79' Teko Modise Reneilwe Letsholonyane 57' Kagisho Dikgacoi Lucas Thwala Bongani Khumalo | opstellingen | Fernando Muslera Diego Lugano Diego Godín 71' Jorge Fucile 90+' Diego Pérez Egidio Arévalo Álvaro Pereira 89' Edinson Cavani Maximiliano Pereira Diego Forlán Luis Suárez |
| Surprise Moriri 57' Moeneeb Josephs 79' | wissels      | 71' Álvaro Fernández 89' Sebastián Fernández 90+' Walter Gargano |
| Steven Pienaar 6' Kagisho Dikgacoi 43' | gele kaarten | |
| Itumeleng Khune 76' | rode kaarten | |

## Overzicht van wedstrijden
| Groepswedstrijden | | | |
| Groep A | Groep B | Groep C | Groep D |
| Zuid-Afrika - Mexico Uruguay - Frankrijk Zuid-Afrika - Uruguay Frankrijk - Mexico Mexico - Uruguay Frankrijk - Zuid-Afrika | Zuid-Korea - Griekenland Argentinië - Nigeria Argentinië - Zuid-Korea Griekenland - Nigeria Griekenland - Argentinië Nigeria - Zuid-Korea | Engeland - Verenigde Staten Algerije - Slovenië Slovenië - Verenigde Staten Engeland - Algerije Slovenië - Engeland Verenigde Staten - Algerije | Duitsland - Australië Servië - Ghana Duitsland - Servië Ghana - Australië Australië - Servië Ghana - Duitsland    |
| Groep E | Groep F | Groep G | Groep H |
| Nederland - Denemarken Japan - Kameroen Nederland - Japan Kameroen - Denemarken Kameroen - Nederland Denemarken - Japan    | Italië - Paraguay Nieuw-Zeeland - Slowakije Slowakije - Paraguay Italië - Nieuw-Zeeland Paraguay - Nieuw-Zeeland Slowakije - Italië       | Ivoorkust - Portugal Brazilië - Noord-Korea Brazilië - Ivoorkust Portugal - Noord-Korea Noord-Korea - Ivoorkust Portugal - Brazilië             | Honduras - Chili Spanje - Zwitserland Chili - Zwitserland Spanje - Honduras Chili - Spanje Zwitserland - Honduras |
| Achtste finales | | | |
| Uruguay - Zuid-Korea Verenigde Staten - Ghana                                                                              | Duitsland - Engeland Argentinië - Mexico                                                                                                  | Nederland - Slowakije Brazilië - Chili | Paraguay - Japan Spanje - Portugal                                                                                |
| Kwartfinales | | | |
| Brazilië - Nederland | Uruguay - Ghana | Argentinië - Duitsland | Paraguay - Spanje                                                                                                 |
| Halve finales | | | |
| Nederland - Uruguay | Nederland - Uruguay | Duitsland - Spanje | Duitsland - Spanje                                                                                                |
| Troostfinale | | | |
| Uruguay - Duitsland | | | |
| Finale | | | |
| Spanje - Nederland | | | |